# Oumou Sangaré

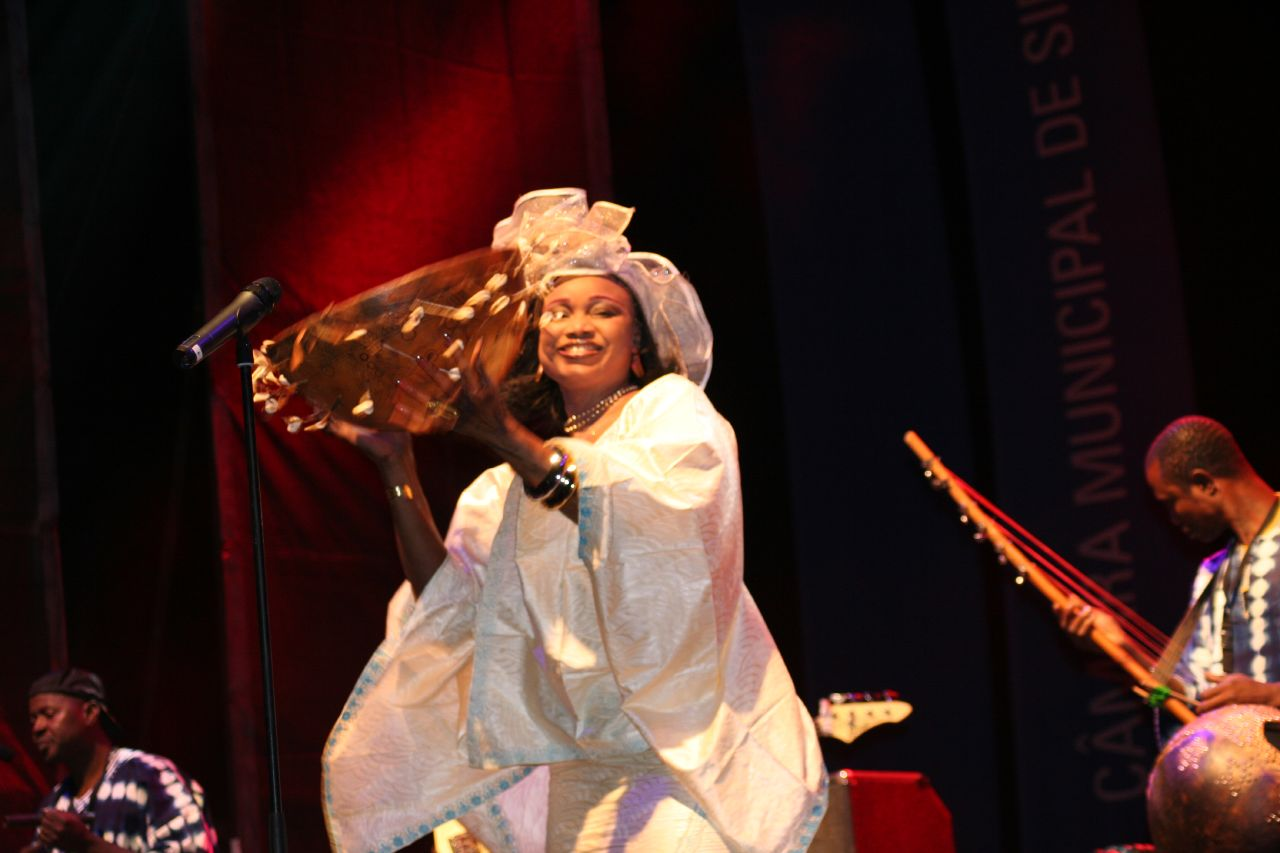
Oumou Sangaré op het 'FMM Festival das Musicas do Mundo' in Sines, Portugal, 2007.

Oumou Sangaré (Bamako, 25 februari 1968) is een Malinese zangeres.
Sangaré komt uit een oude griotfamilie uit de regio Wassoulou in het zuidwesten van Mali waarin de kunst van het zingen al eeuwenlang van moeder op dochter en van vader op zoon wordt overgeleverd. Ze schrijft haar nummers op haar eigen manier, zonder gebruik te maken van elektronische instrumenten.
Oumou schreef in 1989 geschiedenis door op 20-jarige leeftijd met een groep muzikanten naar Abidjan in Ivoorkust te trekken om daar haar debuutcassette Moussoulou op te nemen. Van de cassette werden in Mali binnen enkele maanden 200.000 exemplaren verkocht en daarmee was een nieuwe Malinese superster een feit. De cassette werd ook buiten het Afrikaanse continent uitgebracht en een wereldwijde doorbraak was het gevolg. In 1993 kwam de opvolger, Ko Sira, deze keer opgenomen in Berlijn, in 1996 het album Worotan, en in 2006 de dubbel-cd Oumou.
Oumou maakt veel gebruik van achtergrondzangeressen, die na verloop van tijd veelal ook zélf een solocarrière beginnen. Sinds 2006 werkt ze met de Belgische Fabrizio Cassol samen. Hoewel Oumou een nieuwe generatie griottes vertegenwoordigt, wordt haar betoverende stemgeluid nadrukkelijk ondersteund door traditionele instrumenten zoals de karignan, djembé en de kora.
In Afrika is ze vooral ook populair vanwege haar sociale bewogenheid en haar strijd voor de rechten van de Afrikaanse vrouw. Oumou is een fel tegenstander van polygamie en steekt dat in haar songs niet onder stoelen of banken; onder meer door ironische referenties aan mannen die zichzelf belangrijk vinden en de onrechtvaardigheden van 'veelwijverij'.

## Discografie

### Albums
- 1989 - Moussolou (Syllart Production)
- 1996 - Bi Furu (onbekend)
- 1993 - Ko Sira (World Circuit)
- 1996 - Denw (cassette) (Mali K7 SA)
- 1996 - Worotan (World Circuit)
- 2003 - Non Stop (onbekend)
- 2006 - Oumou (World Circuit)
- 2009 - Seya (World Circuit)
- 2017 - Mogoya (No Format)
- 2020 - Acoustic (No Format)
- 2022 - Timbuktu (No Format)